# Metadesmolaimus labiosetosus
Metadesmolaimus labiosetosus is een rondwormensoort uit de familie van de Xyalidae. De wetenschappelijke naam van de soort is voor het eerst geldig gepubliceerd in 1935 door Schuurmans Stekhoven.